# Muntplein
Muntplein è una piazza del centro di Amsterdam.
In realtà la piazza è un ponte, il più ampio di Amsterdam, che attraversa il canale Singel nel punto in cui si immette nel fiume Amstel. La piazza prende il nome dalla torre Munttoren che si trova su questa piazza e che faceva parte di una delle tre porte principali della città medievale.
La piazza è un vivace incrocio di sei strade e costituisce l'estremità meridionale della via dello shopping Kalverstraat e della Rokin. Nei pressi della piazza si trova il Bloemenmarkt. Tutti i ponti di Amsterdam sono numerati e il Muntplein porta il numero 1.